# 坎代爾伯爵富瓦的加斯東
坎代爾伯爵富瓦的加斯東（法語：Gaston II de Foix-Candale，1448年—1500年3月25日），坎代爾伯爵，坎代爾伯爵富瓦的讓的長子。

## 家庭
1469年，加斯東與富瓦的凱瑟琳結婚，兩人共有2子1女：
1. 加斯頓（法语：Gaston III de Foix-Candale），富瓦-坎代爾伯爵
2. 若望（法语：Jean de Foix (archevêque)），主教
3. 安妮，匈牙利王后